# 天璇增三
大熊座42，又名BD+60 1296，HD 93875、SAO 27793、HR 4236，是大熊座的一颗恒星，视星等为5.58，位于銀經147.28，銀緯51.76，其B1900.0坐标为赤經10h 45m 6.6s，赤緯+59° 51.76′ 4″。